# Vinsonov masiv
Vinsonov masiv je veliki planinski masiv na Antarktiku. Prostire se dužinom od oko 21 km, širine je oko 13 km i nalazi se unutar planinskog lanca Sentinel koji je deo većeg masiva Elsvort. S masiva se pruža pogled na lednički pojas Rone u blizini baze Antarktičkog poluostrva. Oko 1.200 kilometara je udaljen od Južnog pola. Vinsonov masiv je otkriven januara 1958. godine od strane američkog ratnog zrakoplovstva. Savetodavni odbor za antarktička imena (US-ACAN) je 1961. godine masiv imenovao prema američkom kongresmenu iz države Džordžija Karlu Vinsonu, zbog njegove podrške istraživanju područja Antarktika. Dana 1. novembra 2006. godine, US-ACAN je proglasio planinu Vinson i Vinsonov masiv zasebnim entitetima.
S nadmorskom visinom od 4.892 metra Vinsonov masiv je najviši vrh na Antarktiku.. Leži u severnom delu platoa Vinsonovog masiva, oko 2 kilometra severno od vrha Holister. Prvi uspon na ovaj vrh izvela je američka ekspedicija 1966. godine pod vodstvom Nilolasa Klinčija. Ekspedicija iz 2001. godine bila je prva koja se uspela na vrh istočnom rutom, a također je obavila i GPS merenja visine vrha. Od februara 2010. godine oko 1.400 alpinista pokušalo je da ostvari uspon na ovaj vrh.

## Geografija
Masiv se prostire između Gudž Kol i Branskom lednika na severozapadu, Nimic i Gildea na jugozapadu i jugu, i lednika Dejter i Hinkli na istoku. Jugoistočni deo masiva završava na Hamerovom useku, koji ga spaja s Kradokovim masivom, čija je najviša tačka vrh Ratford sa 4.477 metara nadmorske visine. Masiv obuhvata visoki centralni do Vinsonovog platoa s nekoliko vrhova nadmorske visine iznad 4.700 metara i nekoliko bočnih grebena koji se nalaze uglavnom jugozapadno ili severoistočno od platoa.
Stvarna visina Vinsonovog masiva izmjerena GPS istraživanjem koje je sprovela ekipa Omega fondacije 2004. godine u kojoj su bili Dejmien Gildea (vođa ekipe iz Australije) i članovi Rodrigo Fika i Kamilo Rada iz Čilea iznosi 4.892 metra. Od 1998. godine i nastavljajući sve do 2007. godine, Fondacija Omega postavljala je GPS premnik na vrh masiva tokom odgovarajućeg perioda kako bi se izvršila tačna satelitska očitavanja.

## Geologija
Strmo nagnuti slojevi poznati kao Krašsajt grupa čine Vinsonov masiv. On se sastoji se od 3,000 m (9,843 ft) plitke vode, uglavnom morske, žutosmeđih, zelenih i crvenih kvarcnih peščara (kvarcita) i argilita. U rastućem redosledu, grupa Krašsajt je podeljena na formaciju Hauard Nunataks (1,630 m (5,35 ft)), formaciju Maunt Liptak (1,070 m (3,51 ft)) i formaciju Maunt Vajat Erp (300 m (980 ft)). Slojevi otporni na eroziju i strmo nagnuti u planinskoj formaciji Vajat Erp čine greben masiva Vinson, uključujući i planinu Vinson. Strmo nagnuti slojevi Krašsajt grupe deo su zapadnog ekstremiteta glavne sinklinale koja čini jezgro Sentinalnog lanca u planinama Elsvort. Maunt Vajat Erp formacija sadrži devonske fosile. Prelazna korita u osnovi grupe Krašsajt sadrže kasnokambrijske trilobite. Intervenirajući donji delovi Krašsajt grupe verovatno uključuju ordovicijske i silurijske slojeve.

## Klima i glečeri
Klima na planini Vinson generalno je kontrolisana sistemom visokog pritiska polarne ledene kape, stvarajući pretežno stabilne uslove, ali, kao i u bilo kojoj polarnoj klimi, mogući su jaki vetrovi i snežne padavine. Iako su godišnje snežne padavine na planini Vinson niske, jaki vetrovi mogu prouzrokovati nagomilavanje u baznim kampovima do 46 cm (18 in) u godini. Tokom letnje sezone, od novembra do januara, ima 24 sata sunčeve svetlosti dnevno. Mada je prosečna temperatura tokom ovih meseci −30 °C (−20 °F), intenzivno sunce otapa sneg na tamnim objektima.
Tokom uzastopnih godina, ograničena količina snega koji padne na masiv Vinson sabija se i transformiše u led, formirajući glečere. Ovi glečeri prate topografiju i slivaju se niz doline planine. Najviši glečer zauzima dolinu Jakobsen na severnoj strani planine Vinson i uliva se u lednik Branskom na zapadu ili lednjak Krosvel na istoku. Ledenik Krosvel se uliva u Rutfordski ledeni tok preko glečera Elen. Južnu stranu planine Vinson isušuje ledenjak Roš, koji se uliva zapadno u lednik Branskom, a ovaj napušta masiv Vinson i pridružuje se glečeru Nimic.

## Istorija
Dugo se sumnjalo da se visoka planina, proviziono poznata kao „Vinson”, nalazila u ovom delu Zapadnog Antarktika, ali zapravo je viđena tek u januaru 1958. godine, kada ju je avion Američke mornarice primetio sa stanice Berd. Ime je dobio po Karlu Vinsonu, predstavniku Sjedinjenih Država iz Džordžije, koji je bio ključni pristalica finansiranja antarktičkih istraživanja. Prvim merenjem masiva Vinson 1959. godine uspostavljeno je da je nadmorska visina planine 5.140 m (16.864 ft).

### Prvi uspon
Godine 1963, dve grupe u Američkom alpskom klubu (AAC), jedna koju su predvodili Čarles D. Holister i Samjuel C. Silverstajn, tada u Njujorku, a druga koju je vodio Peter Šoening iz Sijetla u Vašingtonu, započele su lobiranje u Nacionalne naučne fondacije za podršku ekspedicije za uspon na planinu Vinson. Dve grupe su se spojile u proleće 1966, na nagovor Nacionalne naučne fondacije i AAC-a, a AAC je regrutovao Nikolasa Klinča da vodi spojene ekspedicije. Zvanično nazvana Američka antarktička planinarska ekspedicija (AAME) 1966/67, ekspediciju su sponzorisali AAC i Nacionalno geografsko društvo, a na terenu je podržala Američka mornarica i Odeljenje za antarktičke programe Nacionalne naučne fondacije. Deset naučnika i planinara učestvovalo je u AAME 1966/67. Pored Klinča to su bili Bari Korbet, Džon Evans (Univerzitet u Minesoti), Ejiči Fukušima (Univerzitet Vašingtona, Sijetl), Čarls Holister, (Univerzitet Kolumbija), Vilijam Long, (Aljaskanski metodistički univerzitet), Brajan Marts, Peter Šoening, Samjuel Silverstajn, (Rokefeler univerzitet) i Ričard Vahlstrom.
U mesecima pre polaska na Antarktik, ekspedicija je zadobila značajnu pažnju štampe, pre svega zbog izveštaja da Vudro Vilson Sejri planira da leti u Pajper Apaču koji je pilotirao Maks Konrad, „leteći deda”, sa četvoricom pratilaca u Sentinel venac za uspon na planinu Vinson. Sejri je imao reputaciju problematičnih putovanja kao rezultat njegovog neovlašćenog, neuspešnog i gotovo fatalnog pokušaja uspona na Mont Everest sa severa 1962. Njegov neovlašćeni upad u Tibet naveo je Kinu da podnese zvanični protest američkom Stejt departmentu. Na kraju se navodna trka nije ostvarila, jer je Konrad imao poteškoća sa svojim avionom. Prema izveštajima štampe, on i Sejri su još uvek bili u Buenos Ajresu na dan kada su prva četiri člana AAME 1966/67 stigla na samit Maunt Vinson.
U decembru 1966, mornarica je transportovala ekspediciju i zalihe iz Krajstčerča na Novom Zelandu do američke baze u Makmardo Saundu na Antarktiku, a odatle u skijama opremljenom C-130 Herkulesu do lanca Sentinel. Svi članovi ekspedicije stigli su do vrha Maunt Vinson. Prva grupa od četiri penjača uspela se 18. decembra 1966, još četiri 19. decembra, a poslednja tri 20. decembra.
Dana 17. avgusta 2006. godine, po nominaciji Dejmijena Gildea iz fondacije Omega, US-ACAN je odobrio imenovanje subsidaranih vrhova južno od planine Vinson po članovima AAME 1966/67: Nikolas Klinč, Bari Korbet, Ejiči Fukušima, Čarls Holister, Brajan Marts, Samjuel Silverstajn, Peter Šoening i Ričard Vahlstrom. Ostali vrhovi Sentinel lanca ranije su bili imenovani po Džonu Evansu i Vilijamu Longu.

### Kasniji usponi
Uspon na Vinson nudi malo tehničkih poteškoća mimo uobičajenih opasnosti od putovanja na Antarktiku, a kao jedan od Sedam samita, poslednjih godina mu je posvećena velika pažnja dobro finansiranih penjača. Više kompanija vodiča nude vođene ekspedicije na planinu Vinson, po tipičnom trošku od oko 30.000 američkih dolara po osobi, uključujući prevoz na Antarktik iz Čilea.

### Prvi uspon sa istočne strane
Dok je velika većina prethodnih uspona na vrh koristila zapadnu stranu masiva sa lednika Branskom, prvi uspon sa istočne strane uspešno je završio tim od osam osoba koji je sponzirala NOVA u januaru 2001. Tim su činili:
- Konrad Anker - vođa ekspedicije
- Džon Krakauer - planinar i autor
- Dejv Han - planinski vodič sa 34 uspona, uključujući uspone na Gardner i Šin.
- Endru Maklin - ekstremni skijaš
- Dan Stoun - glaciolog
- Lisl Klark - producent
- Džon Armstrong - kamerman
- Rob Rejker - pomoćnik kamermana i snimač zvuka

Tim je ne samo izvršio prvi uspon sa istočne strane, već je takođe izvršio naučna istraživanja nagomilavanja snega na različitim nadmorskim visinama, kao i prvo uzimanje kopnenih GPS podataka sa vrha. Očitavanje GPS-a dalo je nadmorsku visinu najviše tačke na Antarktiku od 4.900 m (16.077 ft), zasenjujući ranije utvrđene visine zabeležene 1959. i 1979.
Još jedno prvo ostvarenje bilo je uspešno sletanje aviona Tvin Oter na gornji ledenjak Dejter na istočnim padinama planine Vinson.
NOVA je svoju produkciju nazvala „Planina leda”, a program je prvi put emitovan na PBS u februaru 2003.

## Spoljašnje veze
- The Vinson Massif. Explorers Dream

### Mape
- Vinsonov masiv. Topografska mapa sa skalom 1:250 000. Reston, Virdžinija: Geološka služba SAD, 1988.